# Torcello
Torcello is een eiland in het noordelijke deel van Laguna Veneta. De naam komt waarschijnlijk van de stadspoort of toren van Altino (Venetiaanse "Tore" = toren). Het eiland staat bekend als de voorloper van Venetië.

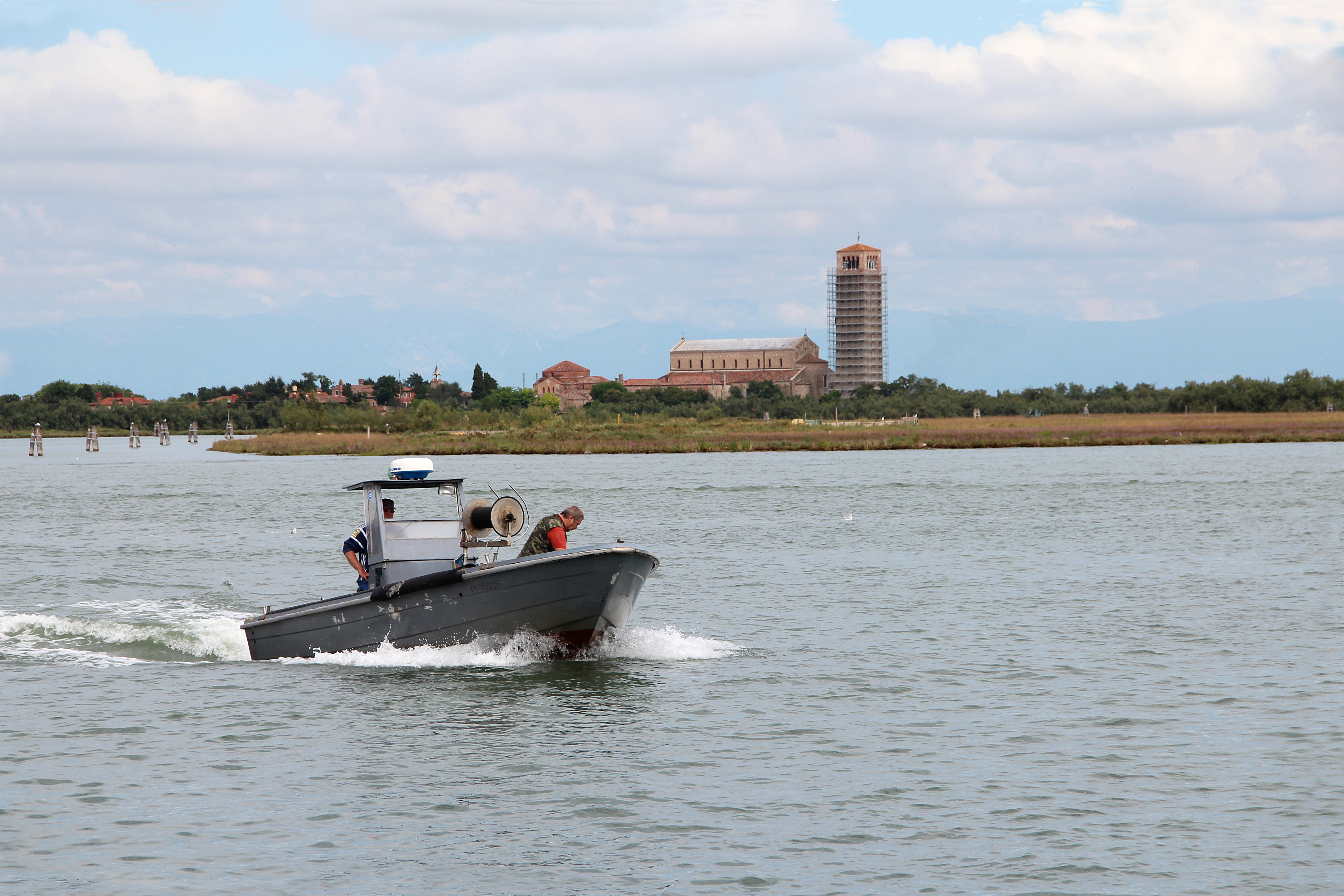
Het eiland en zijn kathedraal gezien vanaf de lagune.

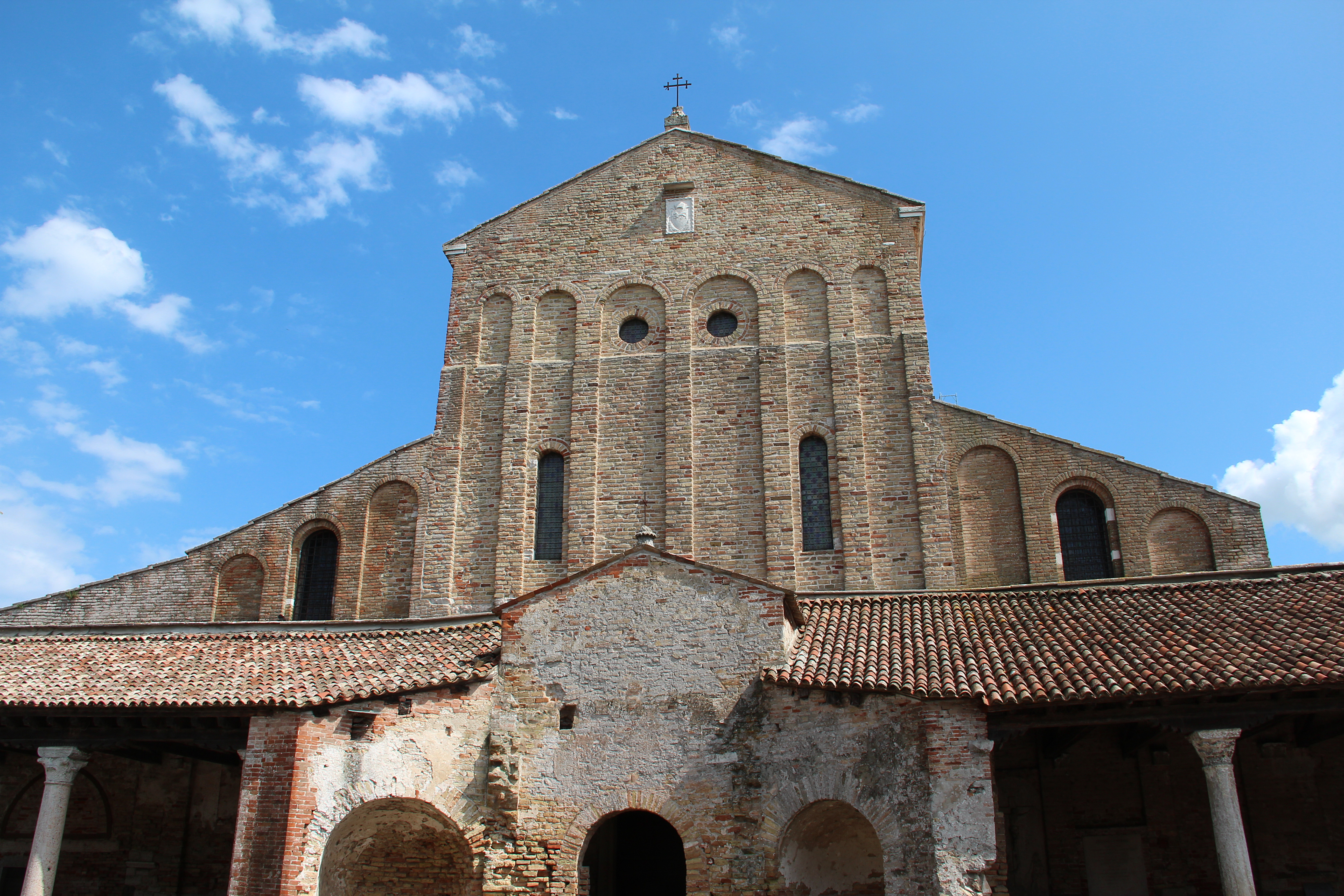
Gevel van de kathedraal.

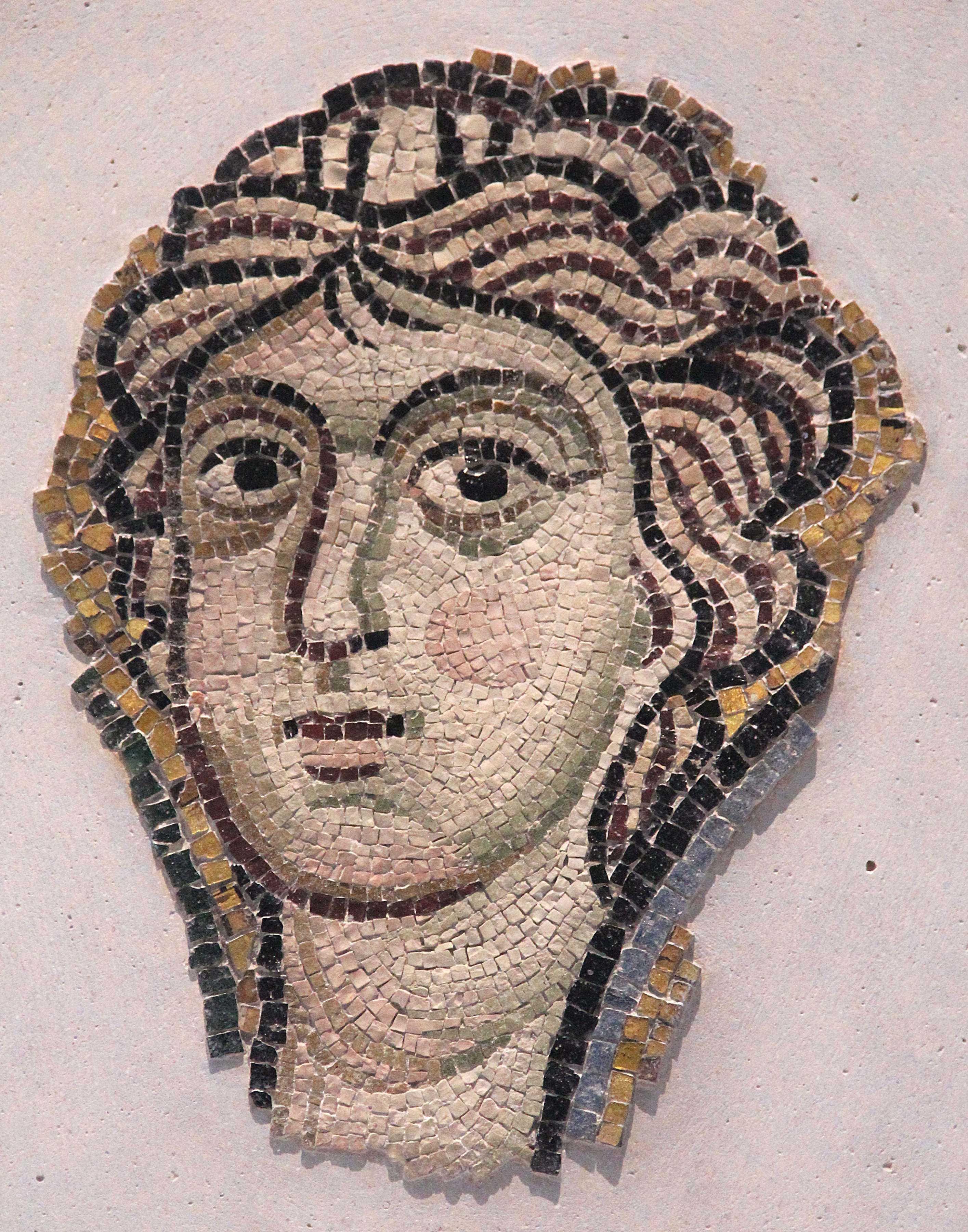
Fragment van een mozaïek uit de kathedraal in het Louvre in Parijs.

In de 7e eeuw vluchtten de bisschop en inwoners van Altino naar dit eiland, opgejaagd door de Longobarden. Er ontwikkelde zich langzaam een autonomie tegenover Byzantium en het eiland sloot zich aan bij de confederatie van eilanden in de lagune. In de 10e eeuw groeide de gemeenschap uit tot 10.000 inwoners met meer dan 10 kerken en verschillende kloosters. Er was een handelsfactorij die zorgde voor economische bloei en Torcello werd het machtigste eiland van de lagune, veel welvarender dan Venetië. Na de 10e eeuw trad er langzaam verval in. Het gebied rond het eiland veranderde langzaam in moeras waardoor er een malaria-epidemie uitbrak. Bijna de gehele populatie vluchtte naar Venetië en Murano. Het stedelijke centrum werd langzaam ontmanteld. Eind december 2022 waren er nog 12 inwoners.
Vandaag herinneren nog enkele belangrijke gebouwen aan dit rijke verleden. Het belangrijkste is de kathedraal van Santa Maria Assunta, een parel van Veneto-Byzantijnse kunst met prachtige mozaïeken. Andere attracties zijn de Chiesa di Santa Fosca en een museum dat gehuisvest is in twee 14e-eeuwse paleizen. Tot de 19e eeuw was er op het eiland een abdij van benedictinessen: het Monastero di San Giovanni evangelista.
Het eiland kan gemakkelijk bezocht worden met het openbaar vervoer vanuit Venetië en is geliefd om zijn (groen)contrast met de dogestad.

## Bisdom Torcello
In 639 werd het bisdom Torcello opgericht, ten koste van het afgeschafte bisdom Altino. In 1117 verwierf het een stuk van het grondgebied van het bisdom Treviso. Het bisdom Torcello hield op te bestaan in 1815, nadat er al meer dan tien jaar geen bisschop van Torcello geweest was. Het bisdom Torcello ging op in het patriarchaat Venetië (1815). 
Paus Paulus VI herstelde Torcello als een titulair bisdom, dat een eretitel is voor prelaten (1968).